# Culladia achroellum
Culladia achroellum är en fjärilsart som beskrevs av Paul Mabille 1900. Culladia achroellum ingår i släktet Culladia och familjen Crambidae. Inga underarter finns listade i Catalogue of Life.